# Colunata

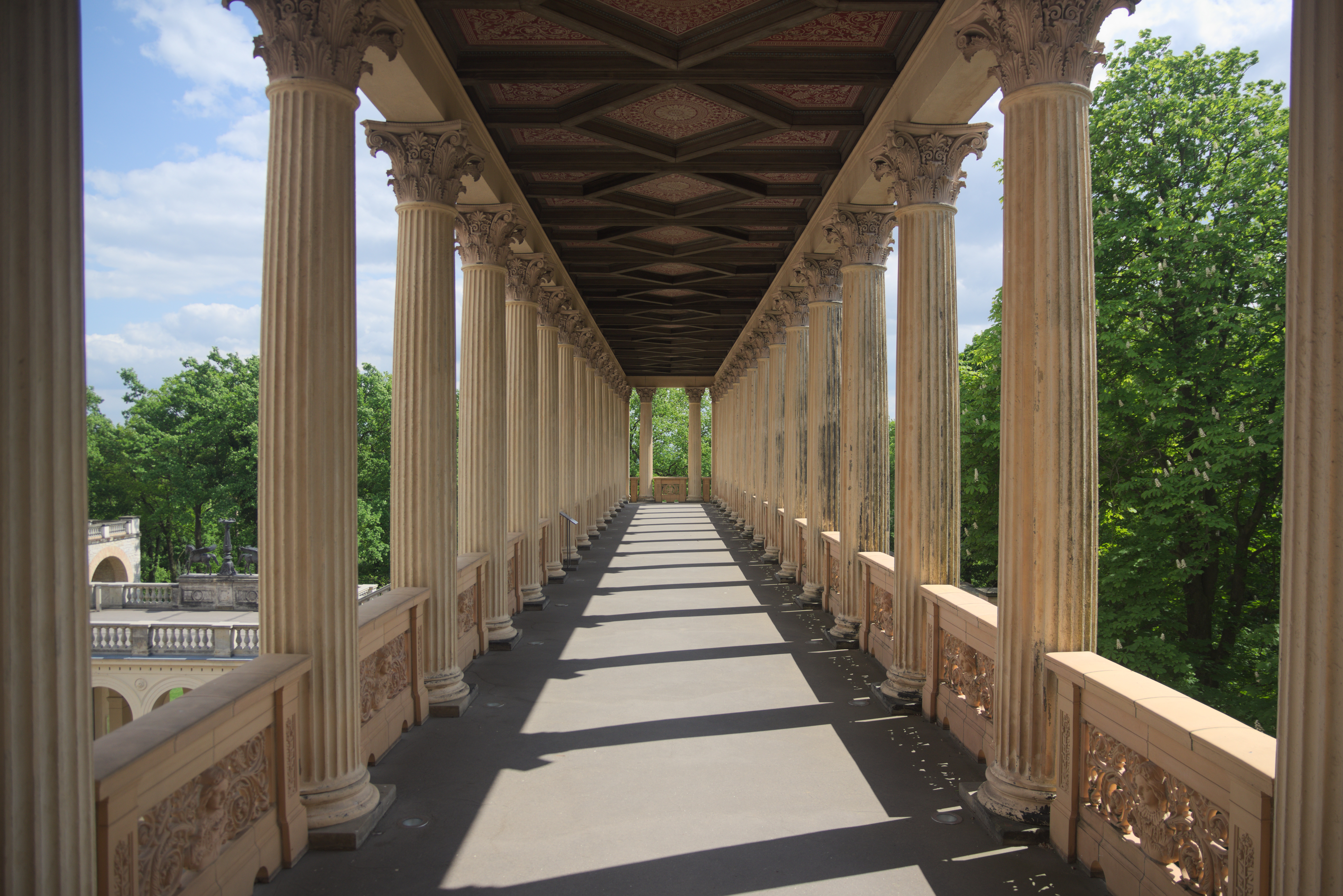
Colonata no palácio Belvedere em Pfingstberg na Alemanha

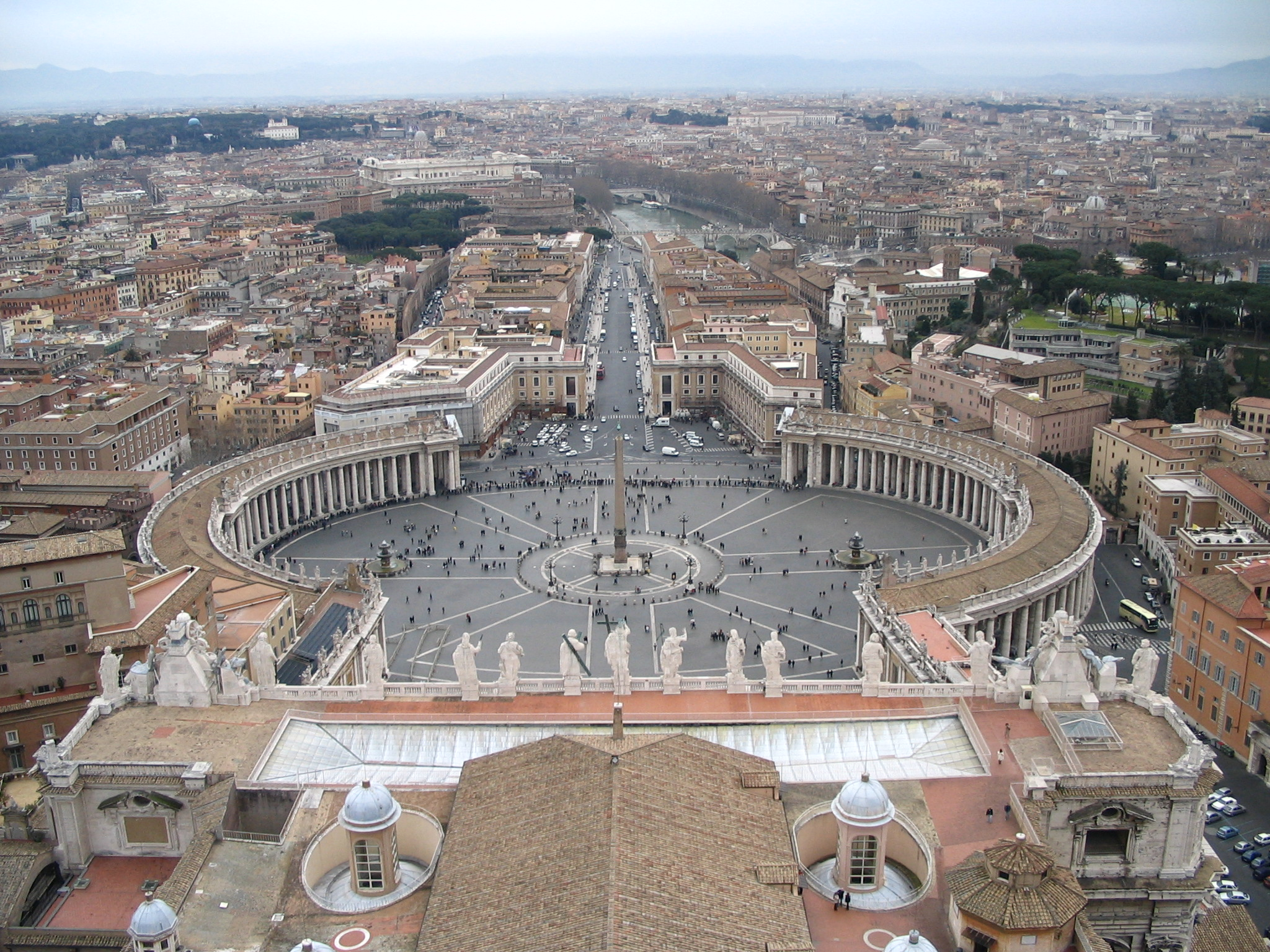
A imponente colunata de Bernini na Praça de São Pedro, em Roma

Colunata, na arquitectura clássica, é uma longa sequência de colunas ligadas em entablamentos, que frequentemente constituem um elemento autónomo. Entre as mais conhecidas está a famosa colunata curva elíptica que Gian Lorenzo Bernini desenhou para a envolvente da Praça de São Pedro, no Vaticano, e ainda a colunata curva que envolve o recinto de oração do Santuário de Nossa Senhora de Fátima, em Portugal.
Quando uma colunada se encontra em frente de um edifício, circundando uma porta, diz-se um pórtico, enquanto que se for em espaço aberto define-se como peristilo (por exemplo, um lugar interiormente cercado de colunas, como os claustros dos conventos).
Quando a intercoluna é alternadamente larga e estreita, uma colunata pode ser denominada "areostilo" (Gr. αραιος, "amplamente espaçada" e συστυλος, "com colunas colocadas próximas umas das outras"), como no caso do pórtico ocidental da Catedral de São Paulo (Londres) e da «fachada leste do Louvre» (em inglês).

### Neoclassical

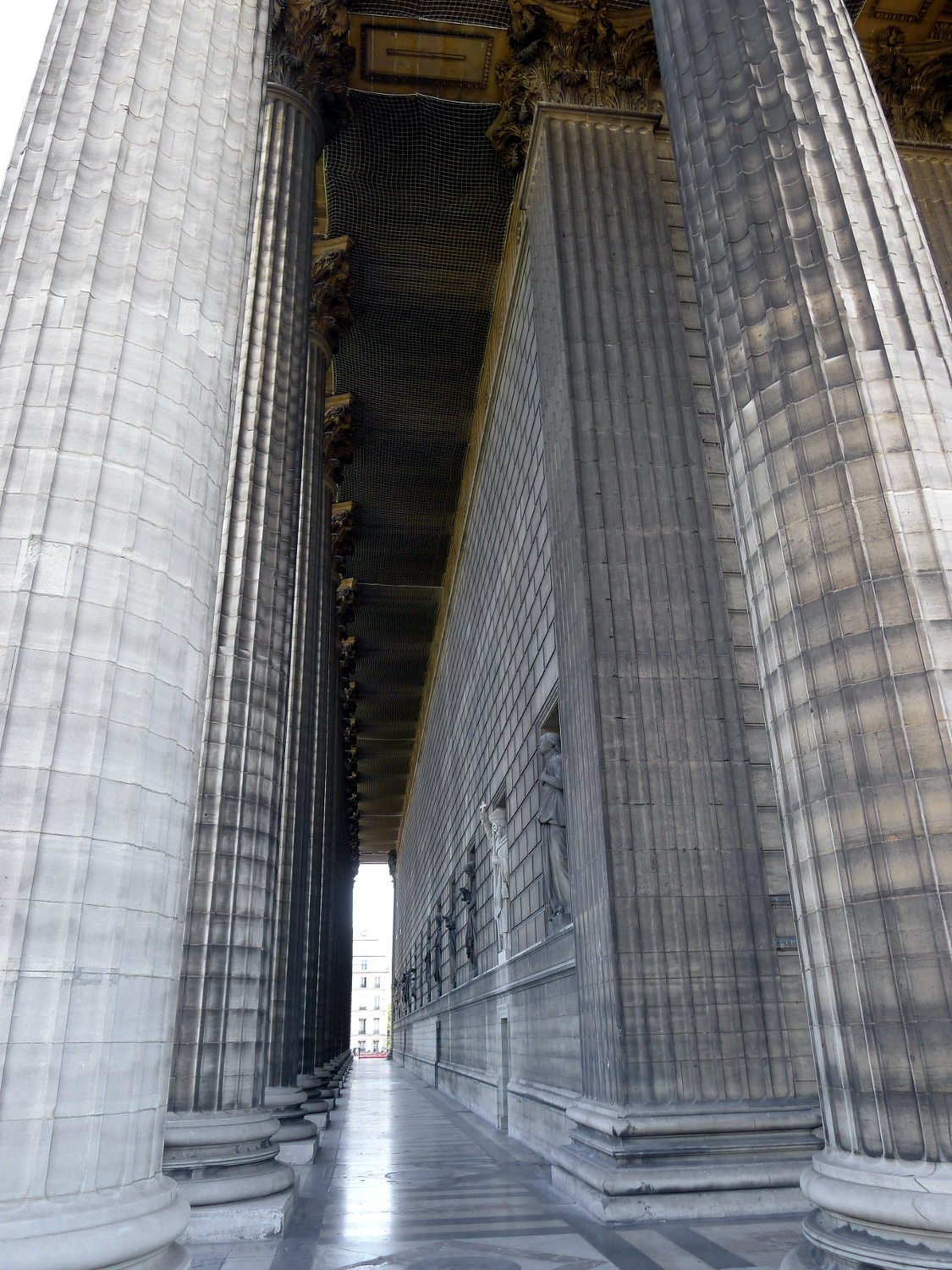
A igreja de La Madeleine, Paris (consagrada em 1842)
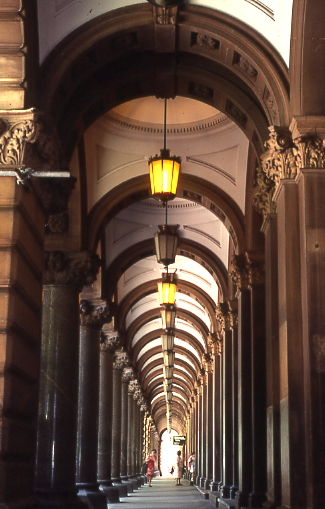
Colunata abobadada no General Post Office, Sydney (década de 1890)
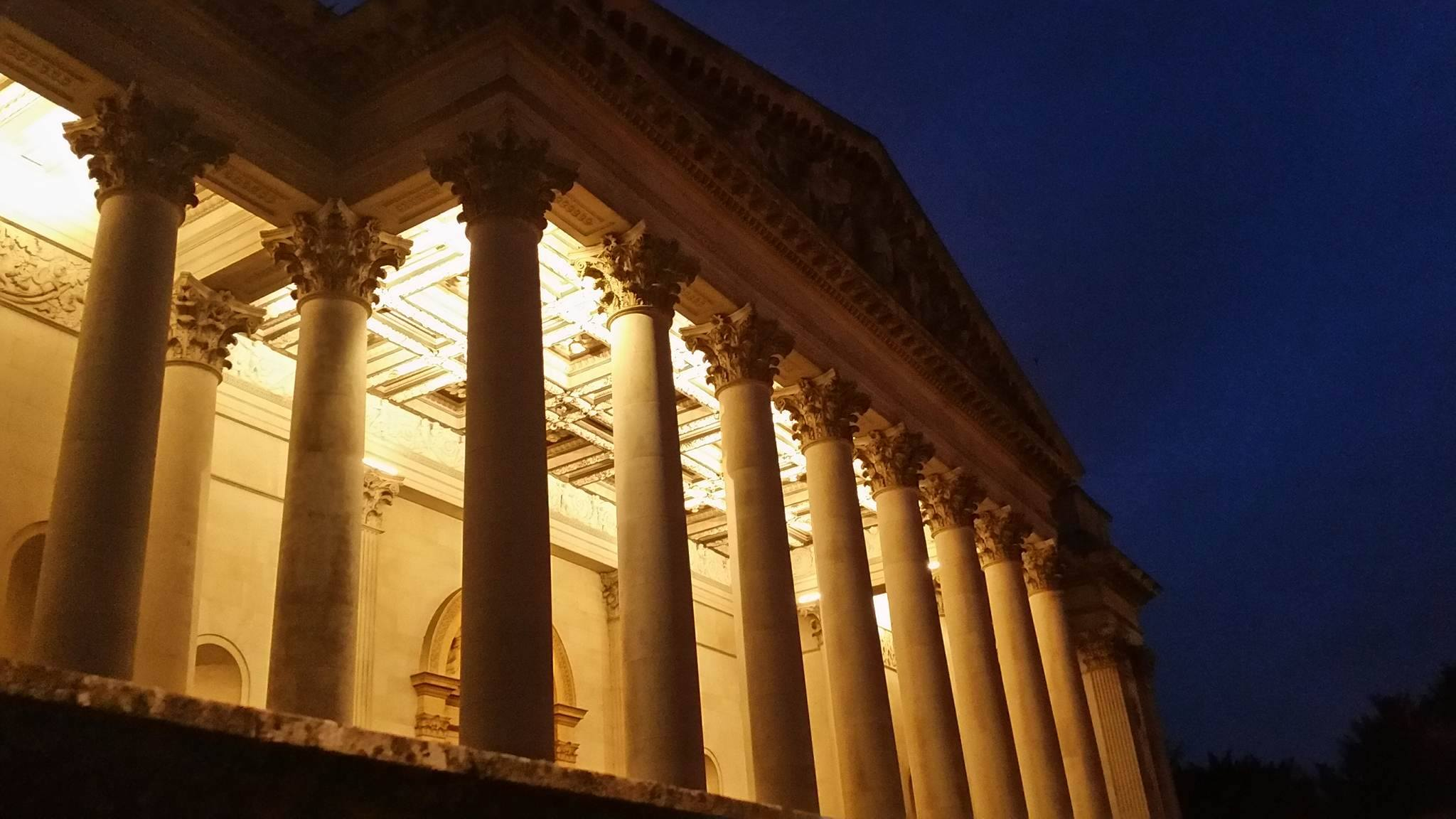
Entrada principal do Fitzwilliam Museum, Universidade de Cambridge (séc. XIX)
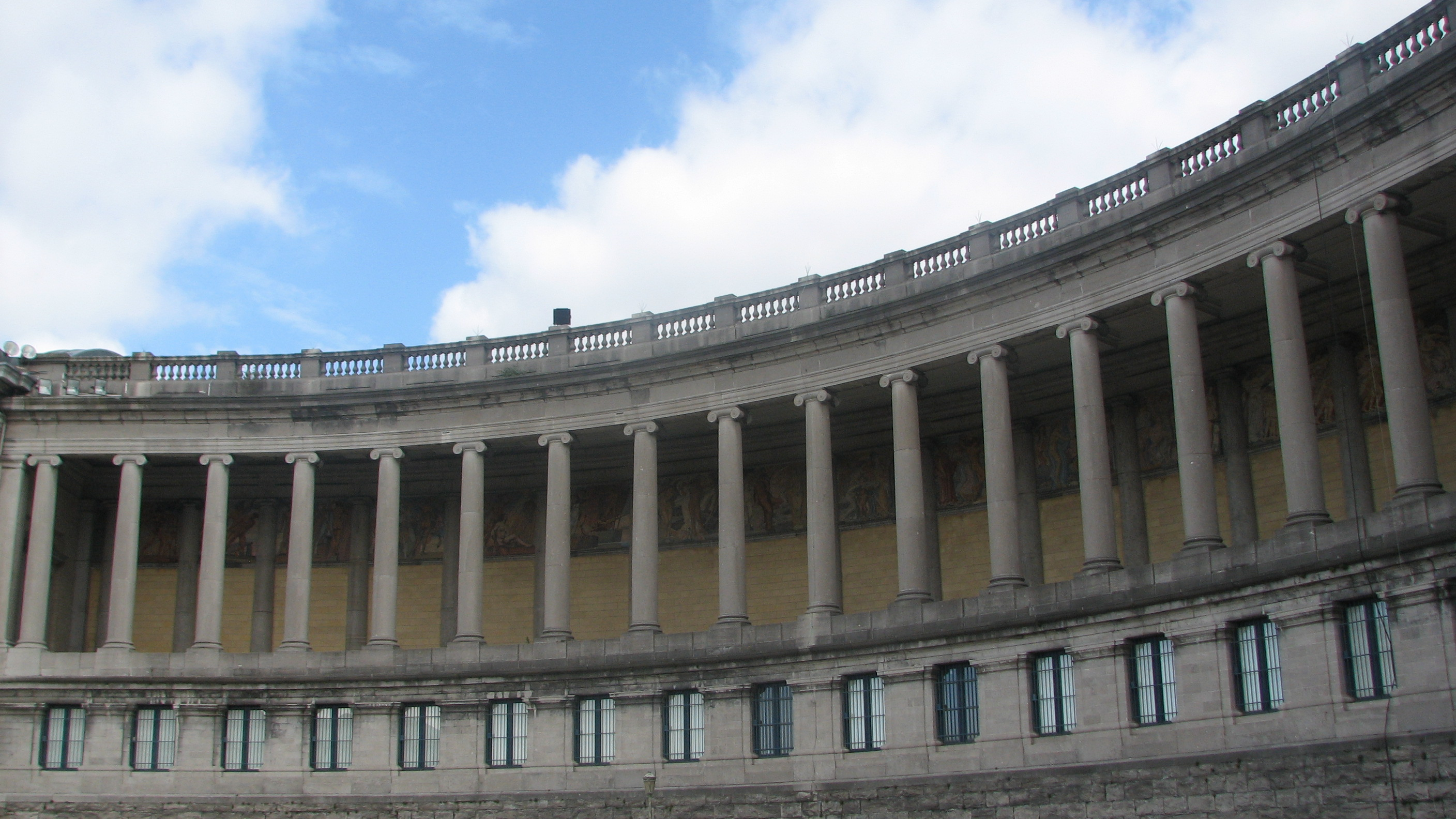
Colunata da Arcade du Cinquantenaire, Bruxelas (1905)
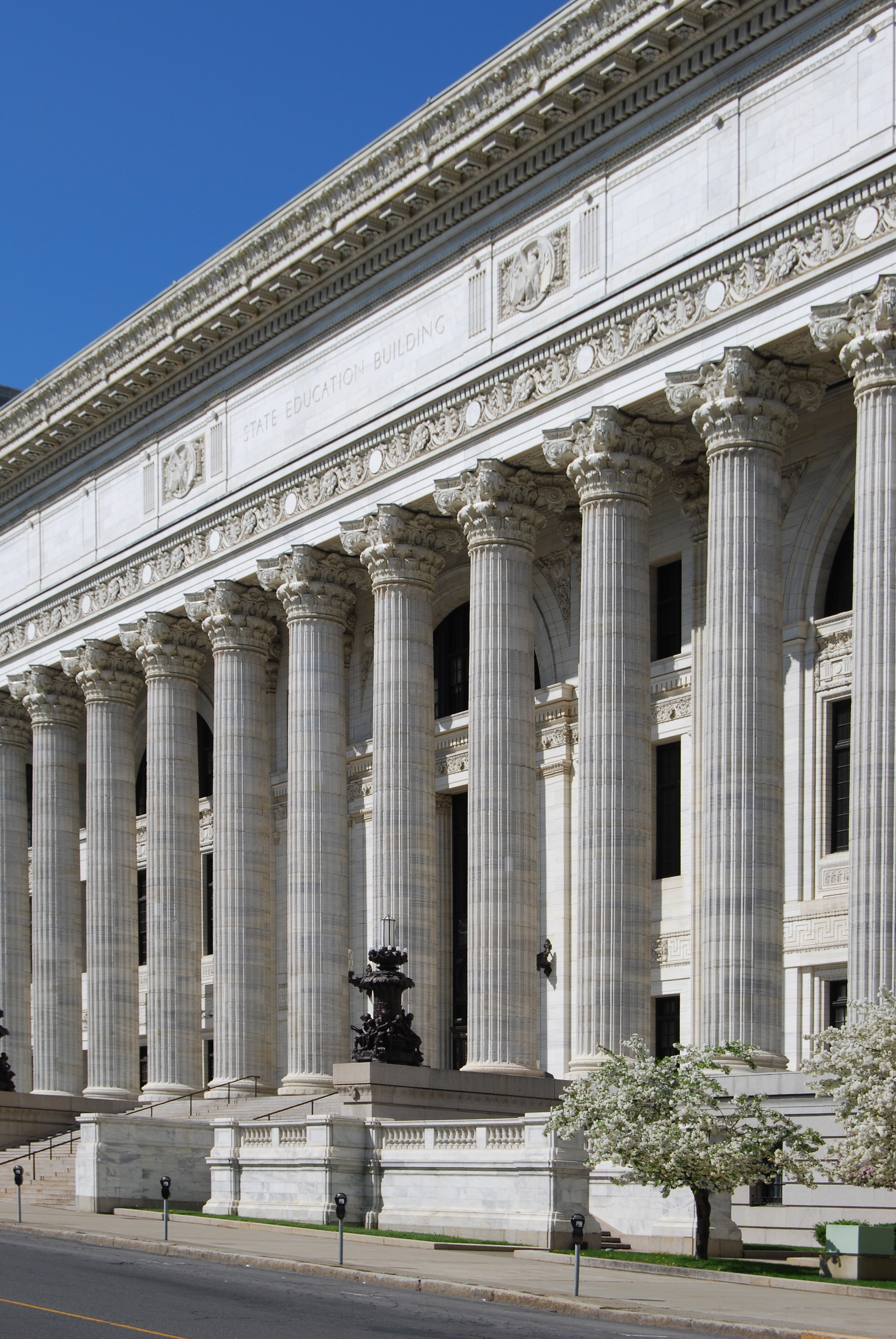
Edifício de Educação do Estado de Nova Iorque, Albany, Nova Iorque (1912)

### Modern interpretations

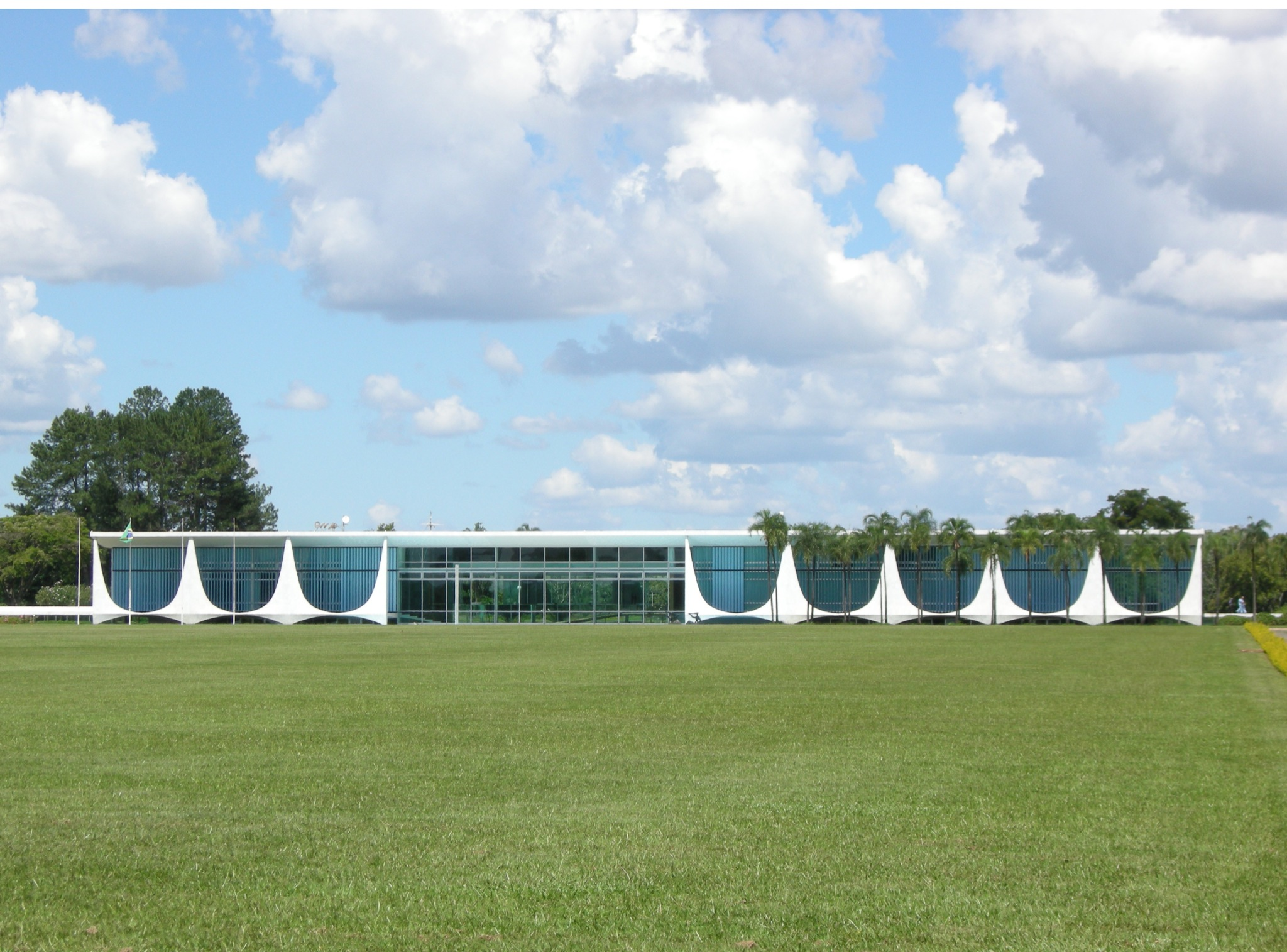
Palácio da Alvorada, por Oscar Niemeyer, na Brasília, Brasil (1958)
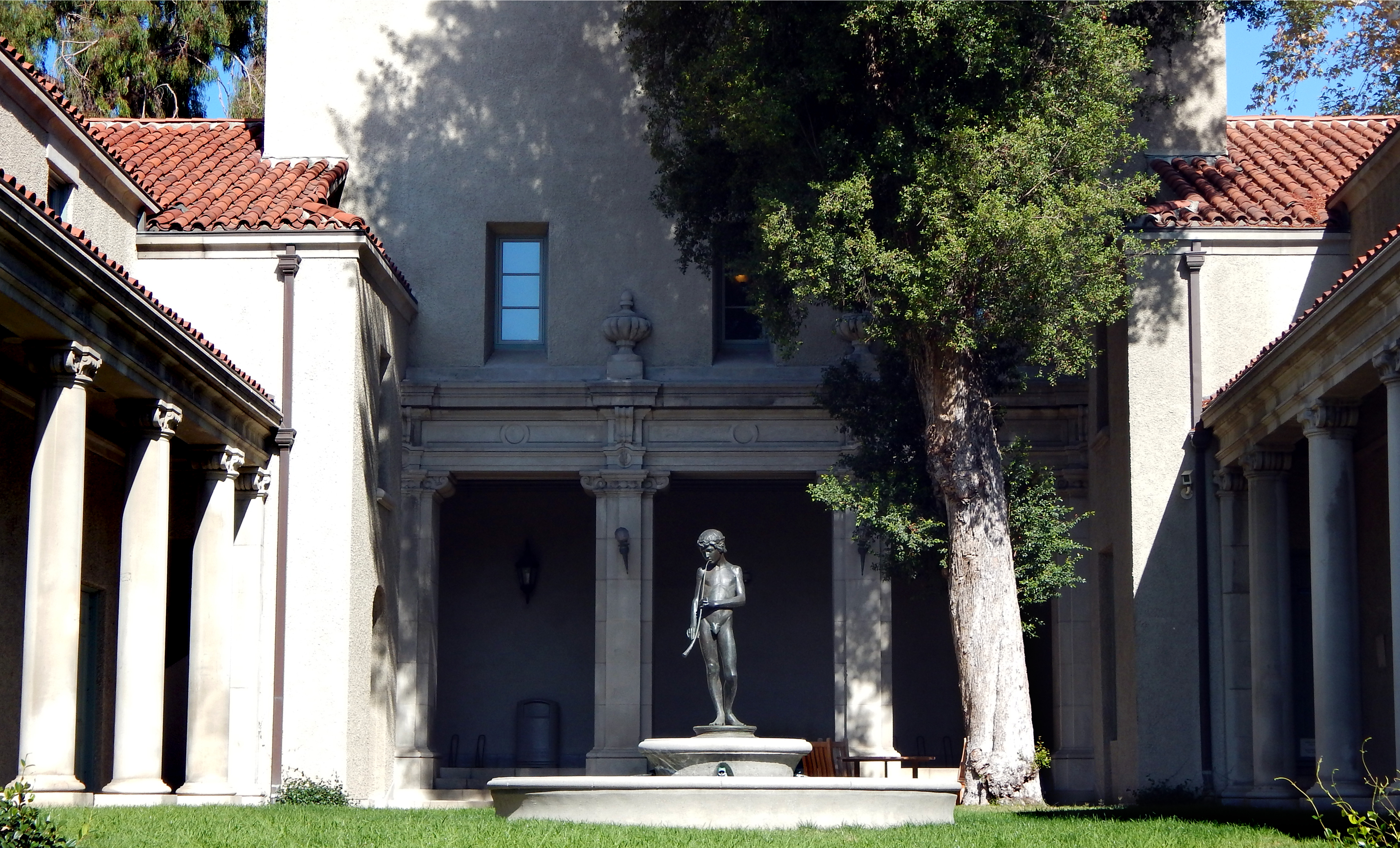
Lebus Court, Bridges Hall of Music, Pomona College, por Myron Hunt em Claremont, Califórnia, Estados Unidos (1915)
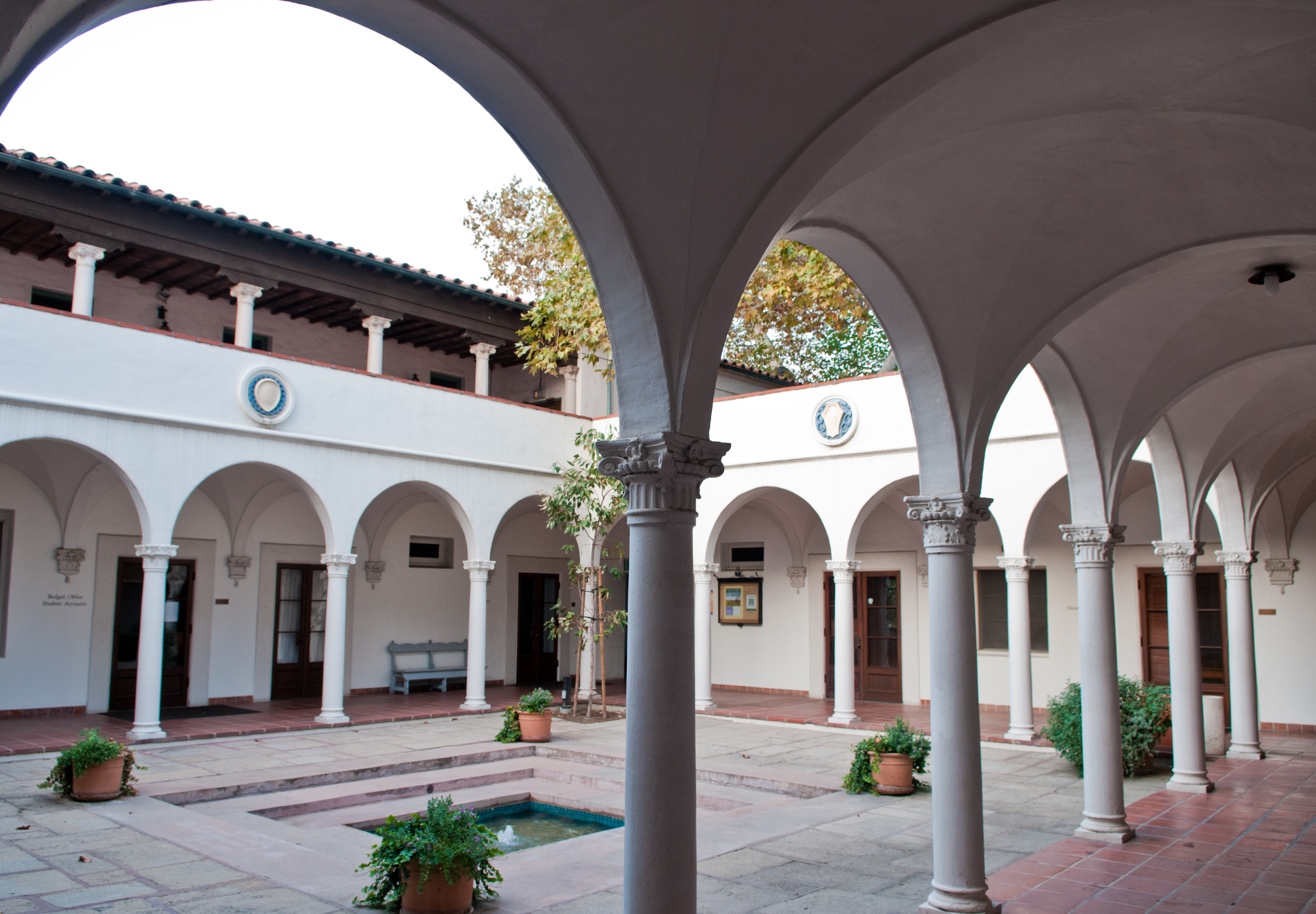
Balch Hall, Scripps College por Sumner Hunt e Gordon Kaufmann em Claremont, Califórnia, Estados Unidos (1929)
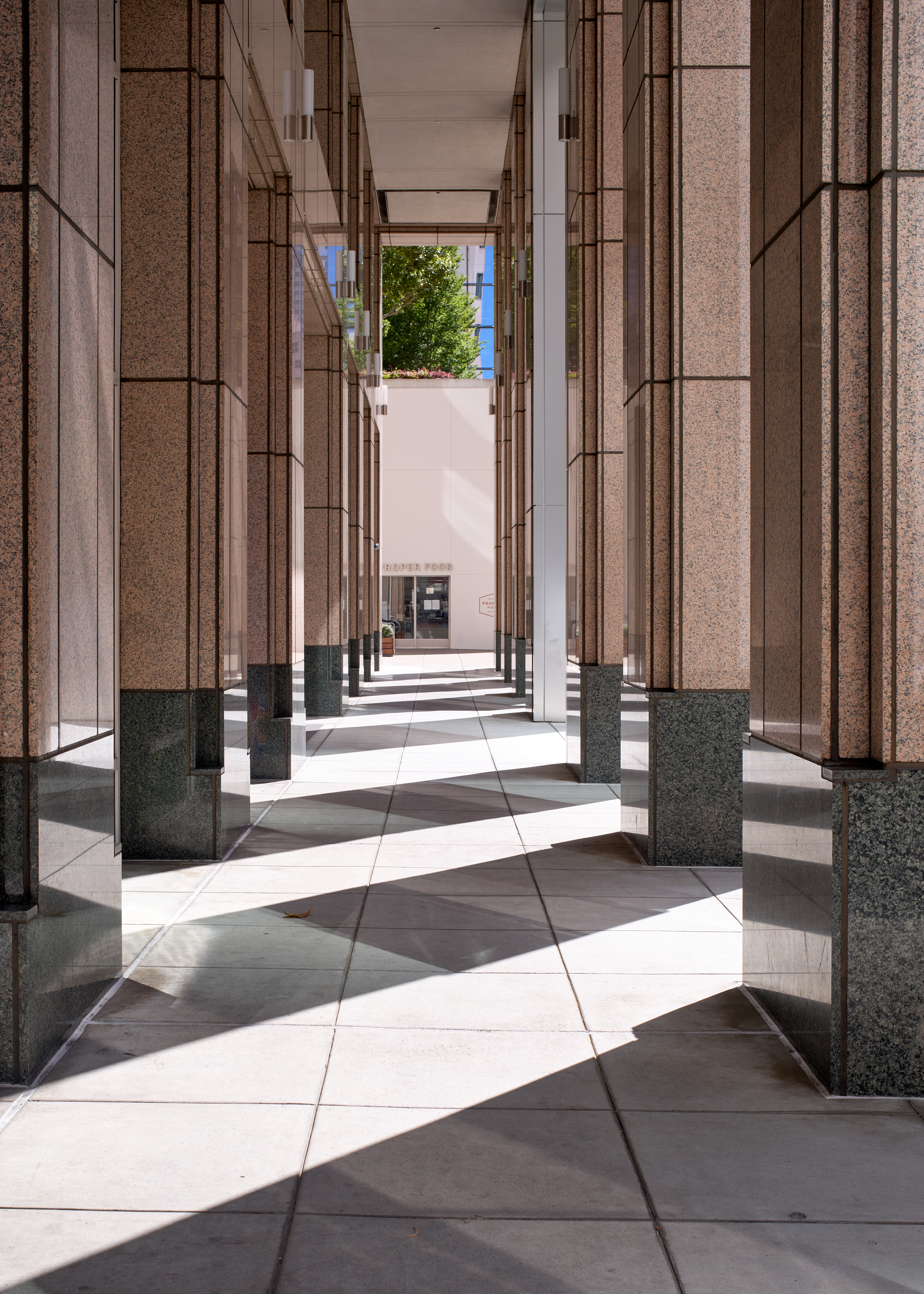
Colunata na esquina da Mission and First no centro da cidade São Francisco (Califórnia)